# The Absence (groupe)
Pour les articles homonymes, voir Absence.
The Absence est un groupe de death metal mélodique originaire de Tampa, en Floride. Leur style musical est décrit comme du thrash metal agressif aux influences metal scandinave. Les membres étaient anciennement en contrat avec le label discographique Metal Blade Records.

## Biographie
Le groupe fait paraître son EP éponyme en 2004 intitulé, The Absence, qui est plus tard suivi par leur premier album studio, From Your Grave, en 2005. Leur second album, Riders of the Plague, est commercialisé en 2007. L'album est bien accueilli et présente un « mélange intéressant » entre les genres death metal et thrash metal. En 2007, le bassiste Micheal Leon rejoint le groupe. Le batteur Jeramie Kling quitte le groupe la même année et est temporairement remplacé par le batteur Chris Pistillo originaire de la scène death metal de Tampa. Le groupe engage le batteur Justin Reynolds au début de 2008.
The Absence annonce en 2008 leur entrée en studio pour y enregistrer un nouvel album pour mars 2009. À la suite de certaines contraintes et de leurs dates de tournée, le groupe annonce son entrée en studio pour le 10 septembre 2009. le groupe retarde à nouveau l'enregistrement de leur album chez Mana Recording Studios pour le 2 novembre 2009, avec le premier titre Enemy Unbound. Leur troisième album studio, Enemy Unbound, est commercialisé le 24 septembre 2010. Jeramie Kling rejoint le groupe en septembre 2010. Le 27 septembre 2010, The Absence diffuse un vidéoclip pour Enemy Unbound issu de leur album du même nom. En janvier 2013, Peter Joseph se sépare de The Absence. Le 22 janvier 2013, Per Nilsson de Scar Symmetry rejoint le groupe. Le 25 juillet 2015, le guitariste Patrick Scott Pintavalle annonce sur Facebook son départ du groupe.

## Membres

### Membres actuels
- Jaime Stewart - chant
- Mike Leon - basse
- Jeramie Kling − batterie
- Per Nilsson - guitare

### Anciens membres
- Chris Pistillo - batterie
- John Allen - basse (New England Metal Fest '06)
- Nicholasi Calaci − basse
- Christopher Tolan - guitare
- Justin Reynolds - batterie
- Robert Wiley - basse
- Peter Joseph - guitare solo, guitare rythmique
- Patrick Pintavalle - guitare solo, guitare rythmique

## Discographie

### Albums studio
- 2005 : From Your Grave
- 2007 : Riders of the Plague
- 2010 : Enemy Unbound

### EP
- 2004 : The Absence

### Singles et vidéoclips
- 2005 : From Your Grave
- 2008 : Dead and Gone
- 2010 : Enemy Unbound
- 2013 : Oceans